# ماینرزن
ماینرزن (به آلمانی: Meinersen) یک شهر در آلمان است که در Meinersen واقع شده‌است. ماینرزن ۸٬۳۷۴ نفر جمعیت دارد.